# 后山镇 (叙永县)
后山镇，是中华人民共和国四川省泸州市叙永县下辖的一个乡镇级行政单位。

## 行政区划
后山镇下辖以下地区：
后山社区、三斗米村、丰收村、后山村、高楼村、河源村、海坝村、鹰嘴村、海力村和天元村。